# 독립기념관 (대한민국)
독립기념관(獨立記念館, Independence Hall of Korea)은 대한민국 국가보훈부 산하 위탁집행형 준정부기관이자 역사박물관으로, 충청남도 천안시 동남구 목천읍 독립기념관로 1(남화리 230)에 있다. 1982년 일본의 역사교과서 왜곡에 대응하며, 국민모금을 통하여 1987년 8월 15일 개관했다.
1994년 1월 18일 편의시설 운영 및 용역관리를 목적으로 독립기념관 내에 자회사 (주)독립기념관사업단을 설립했으며, 2011년 독립기념관사업단은 (주)한빛씨에스로 상호명을 변경하였다.

## 기능
- 국난극복사와 국가발전사에 대한 역사자료의 수집, 관리, 전시, 조사, 연구
- 올바른 국가관 정립을 위한 국민에 대한 역사 교육, 홍보
- 기념관자료에 관한 홍보와 이에 관한 각종 간행물의 제작 및 배포
- 기념관 시설의 관리 및 확충 등의 운영재원 조달을 위한 사업

## 연혁
- 1982년 10월 5일: 독립기념관 건립추진위원회 설립
- 1983년 8월 15일: 독립기념관 기공
- 1986년 5월 9일: 독립기념관법 공포시행
- 1986년 8월 4일: 겨레의 집 화재로 인해 준공 무기한 연기
- 1987년 8월 15일: 제42주년 광복절을 맞이하여 준공, 개관
- 2005년 5월 18일: 소관부처 이관 (문화관광부 → 국가보훈처)
- 2008년 1월 1일: 관람료 무료화
- 2011년 8월: 누적 관람객 4,000만명 돌파

## 전시와 시설
- 전시관: 모두 7개이며, 대공간 · 소공간 · 특별전시실로 구성되어 있다.
- 겨레의 집: 독립기념관의 상징이자 중심 기념 홀로, 수덕사 대웅전을 모방해 설계했다.

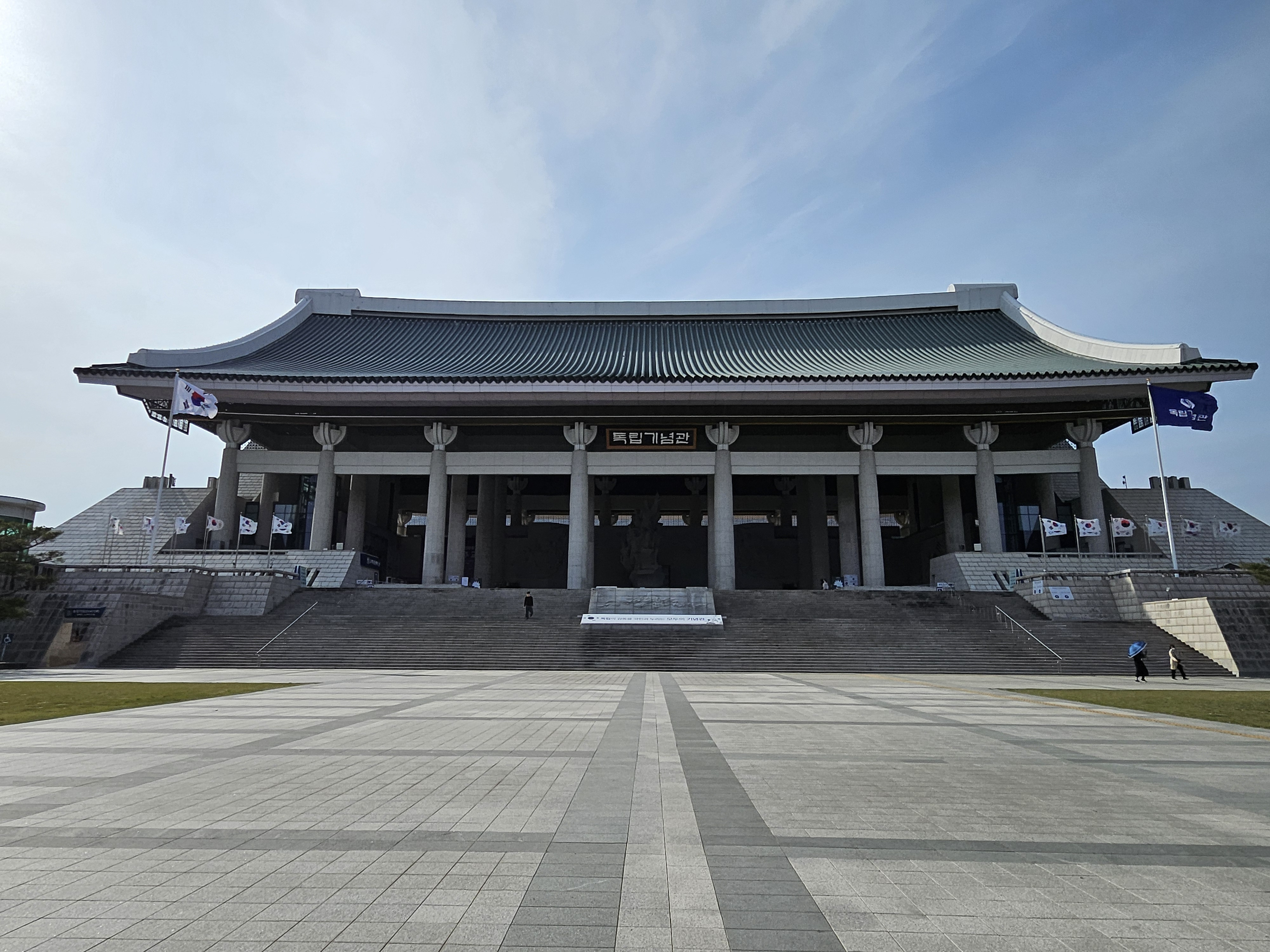
겨례의 집 전경

- 겨레의 큰마당: 겨레의 집 앞의 광장으로, 중앙부는 화강석 포장으로 되어 있고 외부는 온양판석과 잔디마감으로 되어 있다.
- 입체영상관: 대한민국 근대사에 관한 4D 애니메이션을 상영한다.
- 통일염원의 동산: 평화 통일과 그 의지를 후세에 전할 교육장으로, 국민의 통일 염원을 벽돌에 새겨 후세에 영구히 보존하고자 국민참여의 장이 마련되어 있다.
- 겨레의 탑: 높이 52m의 조형물로, 민족의 비상을 표현했다.

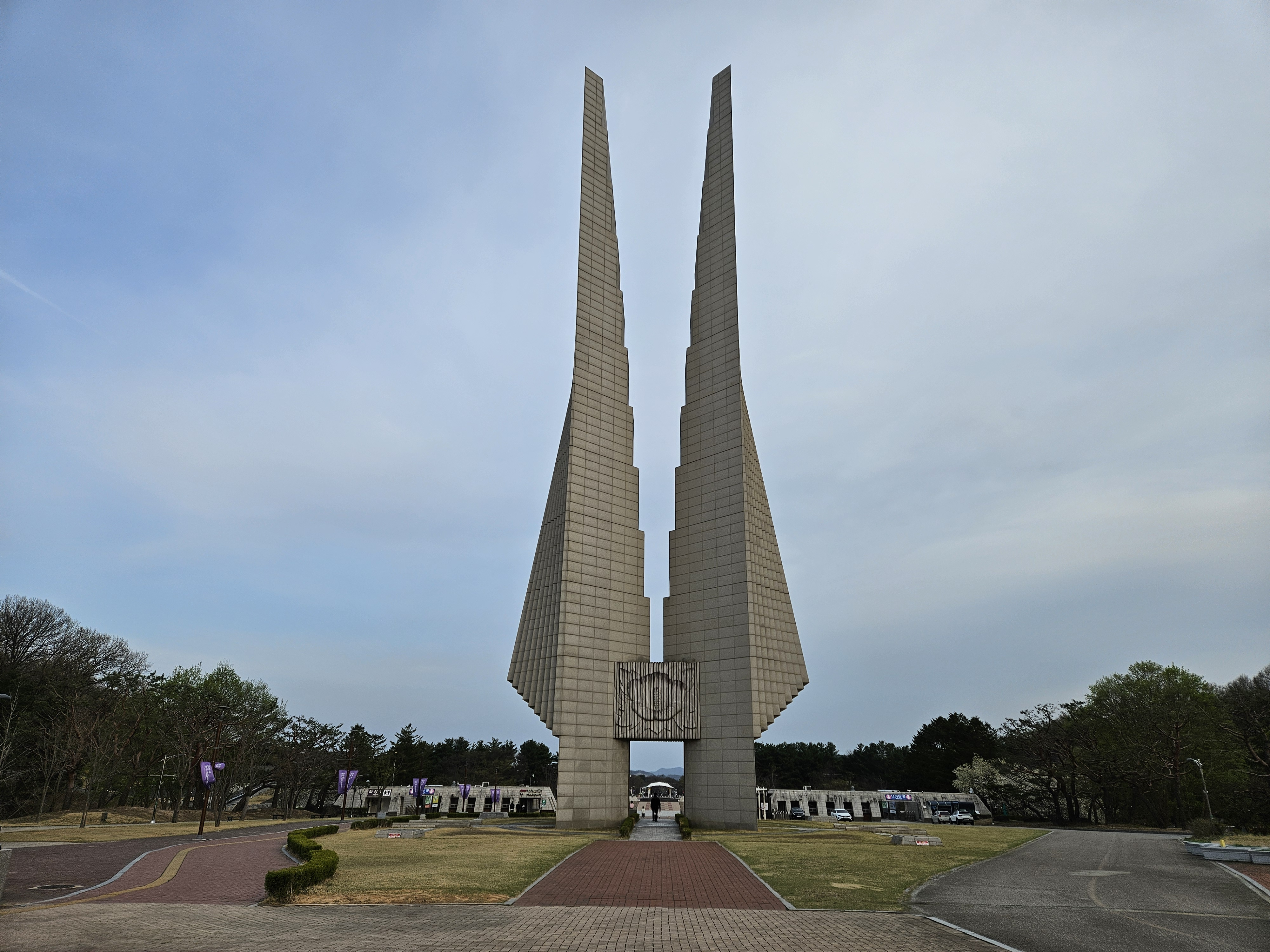
겨례의 탑

- 불굴의 한국인 상: 겨레의 집 내부 대형홀 중앙에 위치하며, 불굴의 독립정신과 강인한 한국인상을 상징하는 환조이다.
- 추모의 자리: 독립기념관 상단에 있으며, 애국 선열의 뜻을 기리기 위해 설치되었다.
- 조선총독부 철거 부재: 1995년 일제 잔재 청산을 위해 철거된 구 조선 총독부 건물의 일부 부재를 가져다 놓았다.

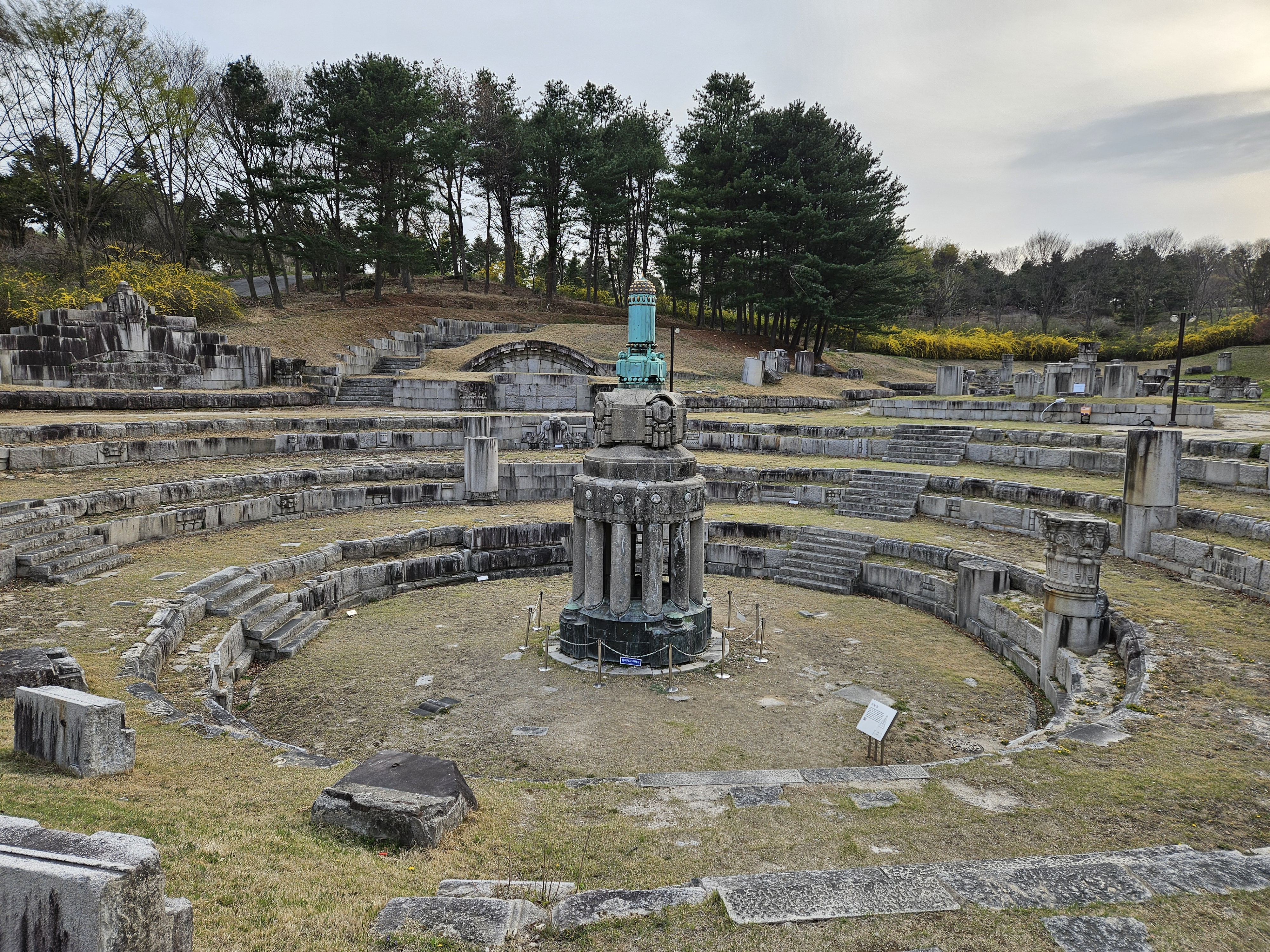
조선총독부 청사의 첨탑

- 광개토대왕릉비 재현비: 현재 중국에 위치하게 된 광개토대왕릉비를 재현했다. 제1전시관에 전시되어있다. '복제비' 혹은 '모형비', '재현비'로 논란이 되고 있으나[출처 필요] 설명문에는 '재현비'라고 되어 있다.
- 삼학사비 복제비: 삼학사의 충절을 기릴 목적으로 청 태종이 세웠다가 소실된 뒤 1935년 만주 동포들이 재건립했으나 중국에서 일어난 문화 대혁명 때 파손된 비석인 삼학사비를 재현했다.
- 북관대첩비 복제비: 일본의 야스쿠니 신사에 방치되어 있던 것을 2006년 3월 1일 함경북도 김책시 림명리(옛 길주)로 반환한 뒤 복제해 세웠다.
- 태극기한마당: 815기의 태극기를 연중 게양하는 장소이다.
- 백련못: 인근의 흑성산에서 발원한 물을 유입시킨 26,446m2의 연못이다.
- 솔숲쉼터: 독립기념관 동쪽에 위치하고 있는 잔디 광장이다.
- 밀레니엄 숲: 2000년 개장한 한반도 모양의 숲이다. 새천년의 안정과 번영, 국민의 화합, 통일의 염원을 상징하고자 조성하였다. 당시 김대중 대통령 내외가 기념 식수를 하였다.[7] 4007호 디젤기관차와 11883·11888호 구형 무궁화호 객차로 구성된 '통일열차'가 설치되었다.
- 3.1전시상: '겨레의 함성'이라 이름 붙은 제4전시관 '함성의 광장' 중심에 있는 청동 조각상. 1987년 독립기념관 개관 때부터 자리를 지키고 있다. 흰색 페인트로 도색되어 논란이 되었다.
- 무궁화: 겨레의 집 앞뜰에 무궁화 꽃이 있다.
- 거북선: 제1전시관에 전시되어있다.
- 서대문형무소: 제2전시관에 전시되어있다.
- 민중의 소리: 제3전시관에 전시되어있다.
- 태화관: 제4전시관에 전시되어있다.
- 조선총독부: 겨레의 집 뒤에 올라가다보면 조선총독부를 철거한 뒤 버려진 것이 있다.

1910년 서울 경복궁 (景福宮) 앞뜰에 있던 건축물을 경복궁 복원사업을 실시해 철거하였다. 이후 조선총독부는 독립기념관에 버려지게 되었다.

## 사진

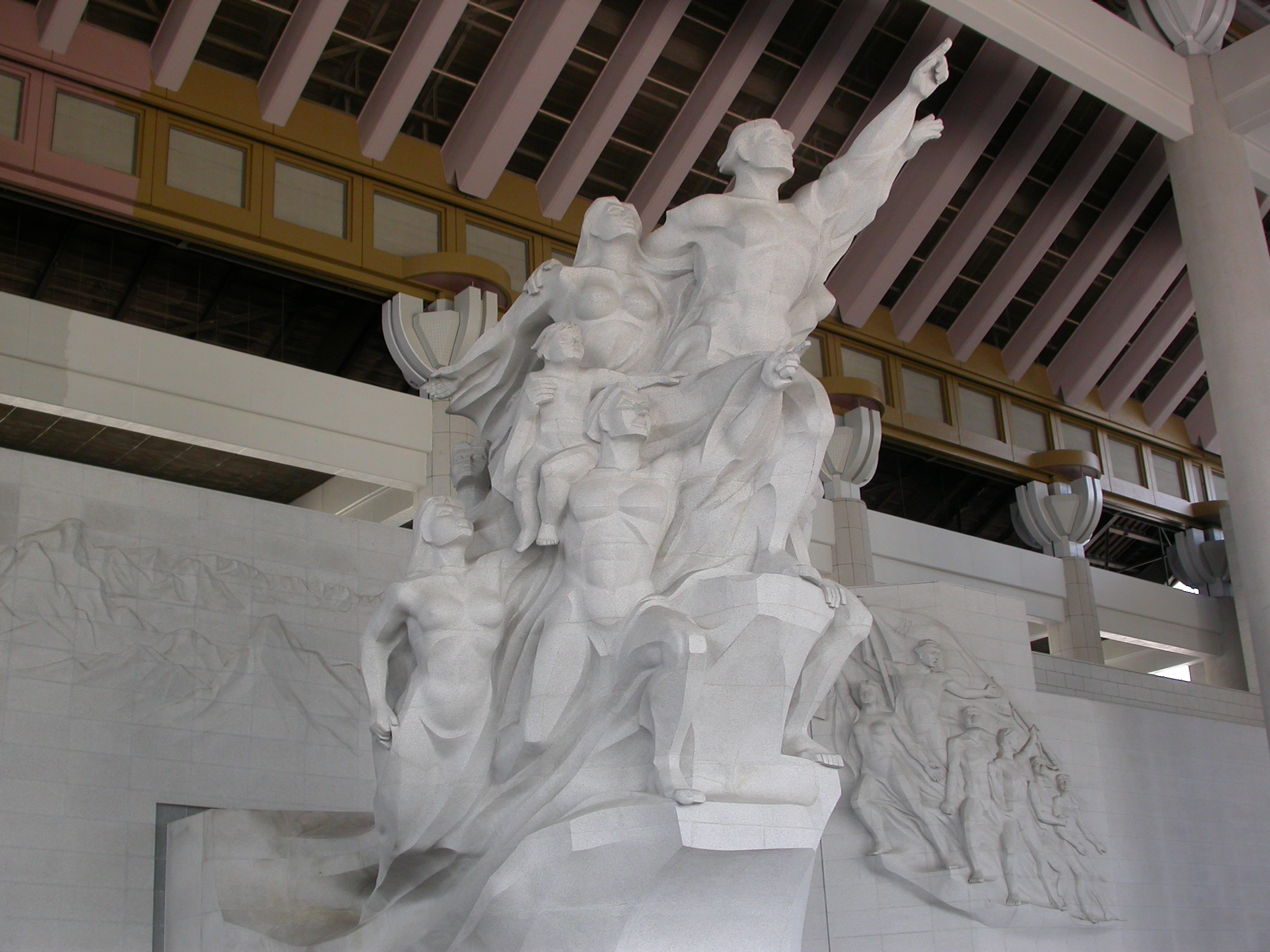
불굴의 한국인상
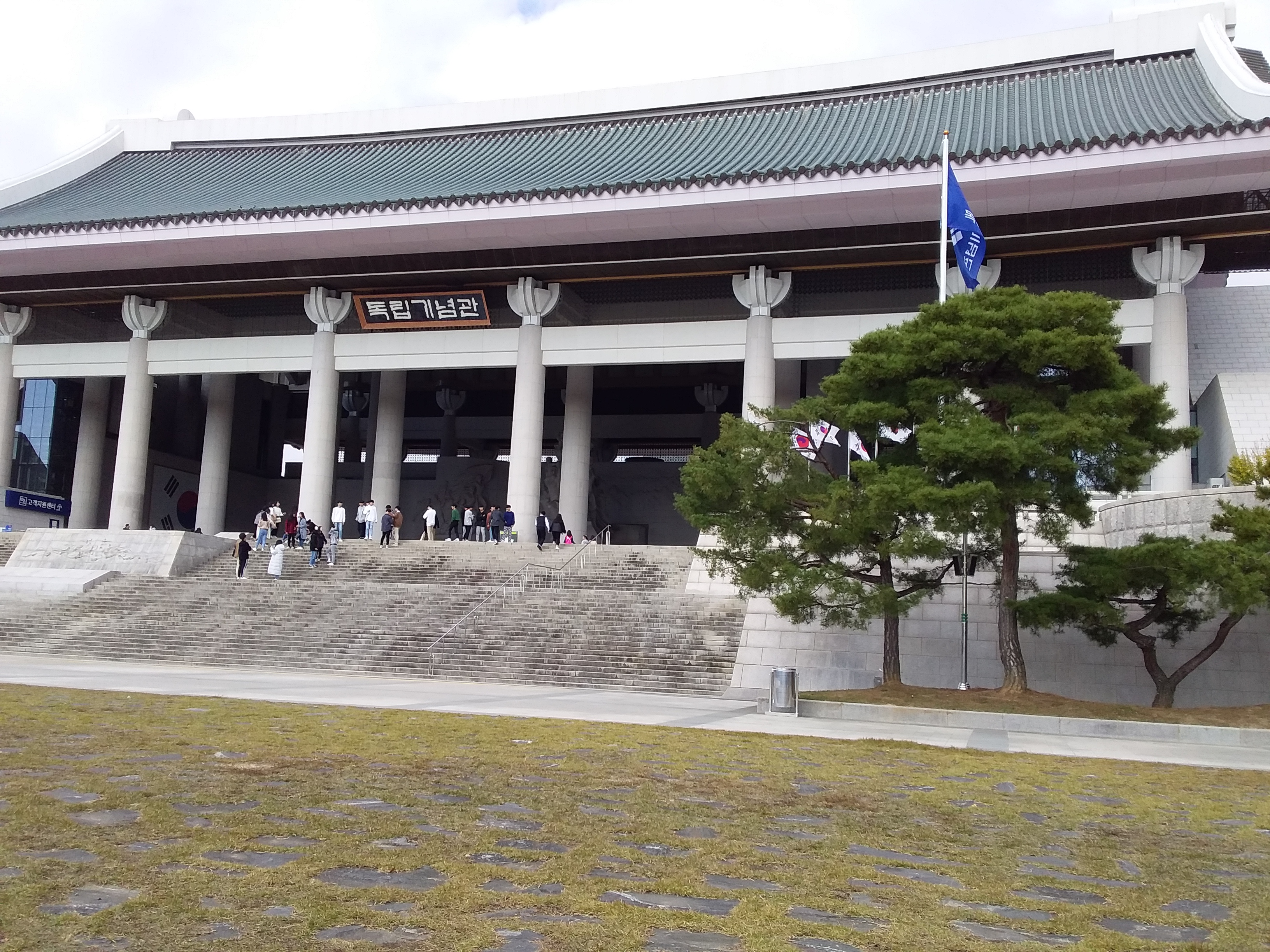
겨레의 집

## 같이 보기
- 국립중앙박물관
- 대한민국역사박물관
- 독립문
- 백범김구기념관
- 식민지역사박물관